# 교육보험
교육보험은 보험계약에 따라 소정의 보험료를 납입하고  진학, 졸업 등 보험금 지급사유가 발생했을 때 보험금을 지급받는 보험이다.